# La Silla (registre)
Pour les articles homonymes, voir La Silla.
la Silla est un registre généalogique (stud-book) de chevaux de sport, ne répondant pas à la définition d'une race. Il est membre de la Fédération mondiale d'élevage des chevaux de sport (WBFSH). Les chevaux de ce registre sont sélectionnés au Mexique dans l'élevage d'Alfonso Romo, à partir de chevaux européens de diverses races, dont le Selle français.

## Histoire
L'abréviation de ce stud-book au sein de la WBFSH est « SLS », pour Studbook La Silla. Comme de nombreux chevaux de sport européens, le SLS ne répond pas à la définition d'une race.
La Silla est à l'origine l'élevage d'Alfonso Romo, milliardaire mexicain passionné de chevaux de sport, qui à partir des années 1990 débute un élevage à Monterrey, au Mexique, en achetant des étalons et des juments de sport issus des meilleures souches européennes.
Le stud-book est créé en 2001, à Monterrey, après approbation de la SAGARPA et de la WBFSH. Regina Medeiros, l'une des figures centrales dans la gestion de ce stud-book, décède le 4 juillet 2017.
En 2018, le stud-book La Silla travaille sur une analyse des classements des chevaux de sport sur le site HorseTelex.

## Description
Le stud-book La Silla enregistre tous les poulains nés à l'élevage de La Silla.
Alfonso Romo explique avoir des étalons reproducteurs toisant de 1,63 m à 1,78 m, pour un poids respectivement de 480 à 674 kg.
L'approbation des étalons s'effectue sur examen morphologique, généalogique, radiologique, et par observation de la qualité de saut.

## Utilisations
C'est un cheval de sport, sélectionné pour le saut d'obstacles.

## Diffusion de l'élevage
Le haras La Silla étant situé au Mexique, il est éloigné du marché habituel du cheval de sport. Il a acquis le cheval français du haras de Brullemail Fergar Mail. 
Singular La Silla est né dans ce haras.
Ce haras travaille avec le cavalier Santiago Lambre, qui a commencé à monter pour La Silla à 21 ans, avec notamment Tlaloc La Silla.